# الشركة الجهوية للنقل بالقيروان
الشركة الجهوية للنقل بالقيروان شركة حكومية تونسية مكلفة بالنقل العمومي عبر الحافلات في ولاية القيروان وبينها وولايات أخرى.